# Aïllant topològic fotònic
Els aïllants topològics fotònics són materials electromagnètics artificials que suporten estats de llum unidireccionals i no trivials. Les fases topològiques fotòniques són anàlegs clàssics d'ones electromagnètiques de les fases topològiques electròniques estudiades en la física de la matèria condensada. De manera similar als seus homòlegs electrònics, poden proporcionar canals unidireccionals robusts per a la propagació de la llum. El camp que estudia aquestes fases de la llum s'anomena fotònica topològica.

## Història
L'ordre topològic en sistemes d'estat sòlid s'ha estudiat en la física de la matèria condensada des del descobriment de l'efecte Hall quàntic enter. Però la matèria topològica va atreure un interès considerable de la comunitat física després de les propostes per a una possible observació de fases topològiques protegides per simetria (o els anomenats aïllants topològics) en grafè, i l'observació experimental d'un aïllant topològic 2D a CdTe/HgTe/ Pous quàntics de CdTe el 2007.
El 2008, Haldane i Raghu van proposar que els estats electromagnètics unidireccionals anàlegs als estats Hall quàntics (nombres) es poden realitzar en cristalls fotònics magnètics no recíprocs. Aquesta predicció es va realitzar per primera vegada l'any 2009 en règim de freqüència de microones. Això va ser seguit per les propostes d'estats Hall de spin quàntic anàleg d'ones electromagnètiques que ara es coneixen com a aïllants topològics fotònics. Més tard es va trobar que els estats electromagnètics topològics també poden existir en medis continus; l'estudi teòric i numèric ha confirmat l'existència d'ones topològiques de ciclotró de Langmuir en plasmes magnetitzats continus.

## Plataformes
Els aïllants topològics fotònics es dissenyen utilitzant diverses plataformes fotòniques, com ara matrius de guies d'ones òptiques, ressonadors d'anells acoblats, metamaterials bi-anisotròpics i cristalls fotònics. Més recentment, s'han realitzat en metasuperfícies dielèctriques i plasmòniques 2D. Malgrat la predicció teòrica, no s'ha informat de cap demostració experimental d'aïllant topològic fotònic en medis continus.

## Número de Chern
Com a figura important de mèrit per caracteritzar els comportaments col·lectius quantificats de la funció d'ona, el nombre de Chern és l'invariant topològic dels aïllants de Hall quàntics. El nombre de Chern també identifica les propietats topològiques dels aïllants topològics fotònics (PTIs), per la qual cosa té una importància crucial en el disseny de PTI. S'ha escrit el programa MATLAB basat en el mètode de domini de freqüència de diferència finita d'ona completa (FDFD) per calcular el nombre de Chern. Recentment, el mètode de diferències finites s'ha estès per analitzar l'invariant topològic de cristalls fotònics dielèctrics topològics no hermitians mitjançant el càlcul del bucle de Wilson del primer principi. Tots els codis de MATLAB es poden trobar al lloc web de GitHub.